# 巴拉薩-薩繆爾森效應
巴拉薩-薩繆爾森效應（英語：Balassa–Samuelson effect）由匈牙利经济学家巴拉萨·贝拉和美国经济学家保罗·萨缪尔森于20世纪60年代独立提出引发机制的一个经济学理论。

## 定理内容
巴拉萨－塞谬尔森效应体现在国与国之间在可交易商品部门与不可交易商品部门的生产率的差异上。

### 效应的基本形式
最简单的巴拉萨－塞谬尔森效应的模型是假定只有两个国家，两种商品（一种是可交易商品，一种是不可交易商品），并且只有一种生产要素：劳动力。为了简便起见，再假定在可交易商品部门，劳动生产率由边际劳动力的产量来度量，而在不可交易商品部门劳动生产率是相同的并且规范为1。
{\displaystyle MPL_{nt,1}=MPL_{nt,2}=1}
其中“nt“代表不可交易商品部门，而脚标1，2表示两个国家。
在每个国家，在劳动工资市场充分竞争的假定下，工资最终和边际劳动的价值相等，或者说是该部门商品的价格乘以边际劳动生产率。有如下等式：
{\displaystyle w_{1}=p_{nt,1}*MPL_{nt,1}=p_{nt,1}=p_{t}*MPL_{t,1}}
{\displaystyle w_{2}=p_{nt,2}*MPL_{nt,2}=p_{nt,2}=p_{t}*MPL_{t,2}}
其中“t”代表可交易商品部门，值得注意的是在可交易商品部门，两个国家的价格标注是相同的，这意味着在可交易商品部门两个国家的商品价格是完全相同的。
现在假定国家2拥有更高的劳动生产率，换言之，国家2是更富有的一个国家，这意味着
{\displaystyle MPL_{t,1}<MPL_{t,2}}
结合上面的等式可以推出
{\displaystyle p_{nt,1}<p_{nt,2}}
所以，当可交易商品在国际上价格大体相同时，不可交易商品的价格在劳动生产率相对较低的国家也是较低的，从而导致了该国的整体的物价水平较低。